# إتش.إي.آر.
غابريلا ويلسون (بالإنجليزية: H.E.R.)‏  وتعرف ب اتش.اى.آر. هي مغنية أمريكية ولدت في 27 يونيو 1997.

## وصلات خارجية
- هي على موقع IMDb (الإنجليزية)
- هي على موقع ميوزك برينز (الإنجليزية)
- هي على موقع أول ميوزيك (الإنجليزية)
- هي على موقع ديسكوغز (الإنجليزية)
- هي على موقع قاعدة بيانات الفيلم (الإنجليزية)